# 황열병 백신
황열병 백신(Yellow fever vaccine)은 황열병 감염을 예방하기 위한 백신이다. 황열병은 아프리카와 남미에서 발생하는 바이러스 감염병이다. 대부분의 사람들은 10일 이내에 면역력이 생기기 시작하고, 예방접종 1개월 이내에 98%가 보호되며 이는 평생 지속되는 것으로 보인다. 이 백신은 질병의 발생을 제어하는데 사용될 수 있다. 근육에 주사하거나 피부 바로 아래에 주입한다. 미국에서는 미국 공공보건국의 인가를 받은 황열병 백신 투여 클리닉에서만 백신을 제공한다. 세계보건기구 필수 의약품 목록에 황열병 백신이 등재되어 있다.

## 황열병 백신 접종
황열병 백신은 생균 형태의 약화 바이러스이다. 이 백신은 단일 주사 형태로 투여된다. 2013년 5월 17일, 세계보건기구 전략 자문 전문가 그룹은 황열병 백신의 면역력이 감소하지 않기 때문에 추가 백신 접종은 필요하지 않다고 발표했다.

## 접종 대상자
황열병 접종 대상자는 다음과 같다.
- 황열병의 위험이 있는 것으로 알려져 있는 지역으로 여행하거나 해당 지역에 살고 있는 경우
- 예방 접종에 대한 입국 요건이 있는 국가로 여행하는 경우의 9 개월에서 59 세에 해당하는 사람
- 황열병 바이러스나 백신 바이러스에 노출될 수 있는 실험실 직원.

## 접종 금지 대상자
다음과 같은 사람들에게는 백신을 접종하지 않습니다.
- 임산부
- 생후 6개월 미만의 영아 혹은 60세 이상의 노인[9]
- 면역체계가 약화된 사람들(후천면역결핍증후군에 걸린 사람 등)[6]
- 계란, 닭고기 단백질 또는 젤라틴을 포함해 백신의 일부 성분에 대해 심한(생명을 위협하는) 알레르기가 있는 모든 사람, 또는 이전의 황열병 백신 용량에 대해 심한 알레르기 반응이 있었던 모든 사람은 황열병 백신을 투여하지 않아야 한다. 심한 알레르기가 있는 경우 의사에게 상담을 받아야 한다.[8]

## 백신 부작용
백신의 위험은 극도로 낮고 부작용은 거의 없는 것으로 알려져 있다. 2019년 1월 현재 5억건 넘는 접종 중 62 건의 확진 사례 및 35 건의 사망이 발생하였다.

### 경증의 문제
황열병 백신은 열 및 주사 투여 부위의 통증, 따끔거림, 발적 또는 부기와 관련이 있다. 이러한 문제는 최대 4명 중 1 명에서 발생한다. 일반적으로 주사 직후에 증세가 시작되며 최대 1 주일까지 지속될 수 있다.

### 중증의 문제
- 백신 성분에 대한 심한 알레르기 반응(약 55,000 명 중 1 명)
- 심한 신경계 반응(약 125,000 명 중 1 명)
- 장기 부전이 동반되는 생명을 위협하는 심한 질병 (약 250,000 명 중 1 명)

이 부작용으로 고통받는 사람들 중 절반 이상이 사망한다.